# 吕布斯托夫
吕布斯托尔夫是德国梅克伦堡-前波莫瑞州的一个市镇。总面积43.66平方公里，总人口1462人，其中男性770人，女性692人（2011年12月31日），人口密度33人/平方公里。